# Тернопіль (станція)
Терно́піль — головна станція Тернопільської дирекції Львівської залізниці, розташована у центрі міста Тернополя Тернопільської міськради Тернопільської області.

## Історія
Будівельне товариство Карла Людвіка, яке з середини XIX століття прокладало залізницю у Східній Галичині від Львова до східного кордону Австрійської (з 1867 року — Австро-Угорської) монархії, зіткнулося з неабиякими труднощами, спричиненими особливостями рельєфу на ділянці від Золочева до Тернополя. Поширювалися чутки, що залізнична лінія обмине Тернопіль, а станцію з вокзалом буде споруджено у селі Біла.
1864 року поновив свою діяльність комітет під орудою Леона Людвика Сапіги. Колишній обер-інженер залізниці за проектом товариства Карла Людвіка Владислав Заполовіч 26 вересня 1864 року отримав від уряду дозвіл на попередні роботи для прокладення залізниці від Львова через Золочів — Тернопіль до Дністра з розгалуженням до Бродів. Тернопільська залізниця приєднувала до залізничного руху монархії найродючішу частину Галичини: Тернопільського, північно-східну частину Бережанського, північну частину Чортківського та східну Золочівського повітів. Місцеве населення через нестачу дешевих комунікацій не могло вигідно продавати своє зерно та худобу. Пасажирський рух на тернопільському напрямку очікувався теж більшим, аніж на Бродівському.
Завдяки будівництву лінії Львів — Золочів — Тернопіль із розгалуженням на Броди австрійська сторона отримувала гарантований і легкий спосіб транспортного приєднання до будь-якого пункту на російському кордоні. Будівництво лінії на Броди і лінії до Тернополя розцінювали у Львові як термінове.
1865 року, після досконалого вивчення місцевості та розгляду кількох проектів залізниця мала пролягти через Золочів, Зборів, Озерну та Глибочок. Проєктанти успішно виконали своє завдання, затративши на вивчення топографічних та економічних даних і стратегічних потреб більш як 20 років.
На початку квітня 1865 року тернополяни організували депутацію із семи осіб до цісаря Франца-Йосифа до Відня. До делегації належали графи Володимир Борковський та Вільгельм Січинський, Антон фон Завадський, Едуард фон Йордан, доктор Леон фон Казмінський (адвокат, представник міста Тернополя), полковник у відставці Ніколаус Мерей, які відстоювали інтереси виробників зерна у Східній Галичині.
15 травня 1867 року австрійський уряд видав концесію товариству залізниці Карла Людвіка на лінію Львів — Броди з розгалуженням до Тернополя.
28 серпня 1868 року про залізничне сполучення йшлося на засіданні Тернопільської міської мерії. Передбачали, що залізнична траса буде прокладена через місто. Ціна за весь відчужений ґрунт у межах Тернополя становила 14 тисяч золотих ринських. Станцію зі залізничним вокзалом було побудовано в центрі міста, а не на околиці, що свого часу дуже турбувало міську громаду.
Про початок будівельних робіт «Gazeta Lwowska» 10 травня 1869 року повідомила:
|  | «У грудні 1868 року майбутню трасу Золочів — Тернопіль — Підволочиськ аж до ріки Збруч, де проходив державний кордон, шляхом жеребкування розділили між собою підприємці Козакевич, Баретті, Епстен, Ріхман, Добжанський, Деру і Кастельперу. Загальна сума їхніх початкових фондів — 5 мільйонів 614 тисяч 40 флоринтів. Із весни 1869 р. було розпочато будівельні роботи, одночасно врізних місцях на всій трасі». |

У Тернополі та поблизу нього влітку 1870 року кипіла робота. Споруджували залізничний шлях до міста, станцію, двірець та службові будинки. Фірами підвозили каміння, залізничні пороги (шпали), а наприкінці шини (рейки). Керував будівництвом старший інженер Зиґмунт Ріхман.
Про закінчення будівельних робіт на цій частині залізниці газета «Czas» (м. Краків) написала:
|  | «Цісарсько-королівська залізниця Карла Людвіка оголошує, що від 22 грудня 1870 року буде відкрита частина залізниці від Золочева до Тернополя. На цій дільниці побудовані такі залізничні станції: Зборів, Озерна, Тернопіль та зупинки — Плугів і Великий Глубичок. Нова побудована залізниця має протяжність 64 кілометри […]. Директор Галицької залізниці пан Герц виділив на доброчинну справу для міста Тернополя 1000 золотих ринських, подарувавши їх закладові сиріт». |

Про це докладно розповів Ян Бауер у статті в газеті «Głos Polski» 22 грудня 1938 року:
|  | «Нарешті настав той довгожданий день, який був таким важливим для Тернополя, 22 грудня 1870 року. Тоді повинен був приїхати перший поїзд. На незвичне видовище прийшли подивитися майже всі жителі міста Тернополя. Вони зупинилися вздовж першої колії на пероні перед залізничним двірцем. Там зібралося багато охочих подивитися на прибулий поїзд, того дня була дуже погана погода, мрячно-морозяна, через це холод добирався до кісток, і тим більше, що наближалося свято Божого Народження. На пероні залізничного двірця зібрався надзвичайно великий натовп, де не бракувало тернопільських репортерів. Через деякий час із боку села Білої виразно почувся сильний пронизливий гудок, що розрізав холодне повітря, і незвично для всіх присутніх застукотів залізними колесами по залізних рейках поїзд […] Парова машина з довгим комином випускала великі клуби диму і пари, а за локомотивом тягнулися дуже старі вагони, що вже давно були зняті з експлуатації […]. Поїзд, сповільнюючи хід, зупинився на станції перед залізничним двірцем. Із вагонів почали виходити перші такого роду в Тернополі подорожні. Не відразу залізниця здобула собі право на існування, оскільки деякі люди ще боялися їхати поїздом. Не раз навіть траплялося, що великі землевласники з найближчих повітів приїжджали до Тернополя кіньми, а дальше повинні були добиратися до Львова або до самого Відня залізницею. Але навіть уже маючи квиток на поїзд, побачивши іскри, що вилітали з комина локомотива, а також слухаючи несамовитий стук коліс по рейках,відмовлялися від цієї подорожі [...] Так Тернопіль отримав в напрямку заходу зручне сполучення з світом». |

Відстань між Львовом та Тернополем (завдовжки 140 км) пасажирський поїзд долав за 5 годин 10 хвилин.

## Залізничний вокзал
Перша будівля вокзалу відкрита 28 грудня 1870 року на  залізничній лінії Золочів — Тернопіль.
Восени 1903 року почали будівництво нового приміщення вокзалу. Навесні 1905 року закінчено спорудження правого крила, в серпні 1906 року новий вокзал ввели у дію.
Зруйнований під час Першої світової війни, згодом відбудований. У 1944 році знову зруйновано. Відновлений лише 1952 року у дещо зміненому вигляді.
Останні опоряджувальні роботи виконані впродовж 1999—2000 років.

## Пасажирське сполучення

### Далеке сполучення
Більшість поїздів далекого сполучення прямують електрифікованою магістраллю зі Львова через Хмельницький до Жмеринки (далі у напрямку Вінниці та Одеси). Станція обслуговує декілька десятків пар пасажирських та приміських поїздів на добу.
10 жовтня 2022 року Укрзалізниця призначила  регіональний поїзд «Дністровський експрес» № 802/801 сполученням  Львів — Чернівці, який фактично повторює історичний маршрут славетної «Люкс-торпеди» у 1930-х роках. Маршрут поїзда пролягає через станції Заліщики, Чортків, Тернопіль, Золочів та інші міста. «Дністровський експрес» мав вирушити у перший рейс ще наприкінці лютого 2022 року, проте тоді інші вагони вже були задіяні в евакуації українців, тож відкриття нового маршруту довелося відкласти.

#### Київський напрямок
Поїзди прямують через станції Хмельницький, Вінниця:
- Денний регіональний швидкісний поїзд категорії «Інтерсіті» Тернопіль — Київ
- поїзди зі Львова, Івано-Франківська, Ужгорода, Ворохти, Рахова до Києва

З 4 листопада 2017 року з Тернополя до Києва призначався швидкісний поїзд складом EJ 675.

#### Південний напрямок
- поїзди зі Львова до Дніпра, Запоріжжя, Херсона прямують через Вінницю, Білу Церкву, Знам'янку, Кропивницький.
- поїзд № 86/85 Львів — Новоолексіївка (через російське вторгнення в Україну маршрут руху поїзда скорочено до станції Запоріжжя I).

Під час збільшення пасажиропотоку у сезонний період та святкові дні  призначаються переважно 5-12 пар додаткових пасажирських поїздів  через Хмельницький, Жмеринку, Крижопіль, Подільськ, Роздільна I.

#### Західний напрямок
Понад 20 пар пасажирських та 5 пар приміських поїздів курсує до Львова. Серед них декілька прямих сполучень до Ужгорода, Трускавця, Івано-Франківська, Чернівців. А складі фірмового поїзда № 49/50 «Кобзар» сполученням Київ — Трускавець курсує вагон безпересадкового сполучення Київ — Будапешт.
З 10 грудня 2017 року призначений поїзд сполученням Одеса — Перемишль.

#### Коломийський напрямок
- нічний швидкий поїзд «Біла акація» № 25/26 сполученням Одеса — Рахів
- Фірмовий пасажирський поїзд «Гуцульщина» № 57/58 сполученням Київ — Ворохта (до 11 грудня 2021 року курсував під № 357/358  до станції Рахів).

### Приміське сполучення
Приміські електропоїзди сполученням Львів — Тернопіль прямують через станції Красне, Золочів, Зборів.
З Тернополя електропоїзди курсують до станції Підволочиська, на якій узгоджена пересадка на  електропоїзди Південно-Західної залізниці, що прямують до станції Жмеринка через Хмельницький.
Дизель-поїзди до станцій:
- Заліщики
- Ходорів
- Ланівці.

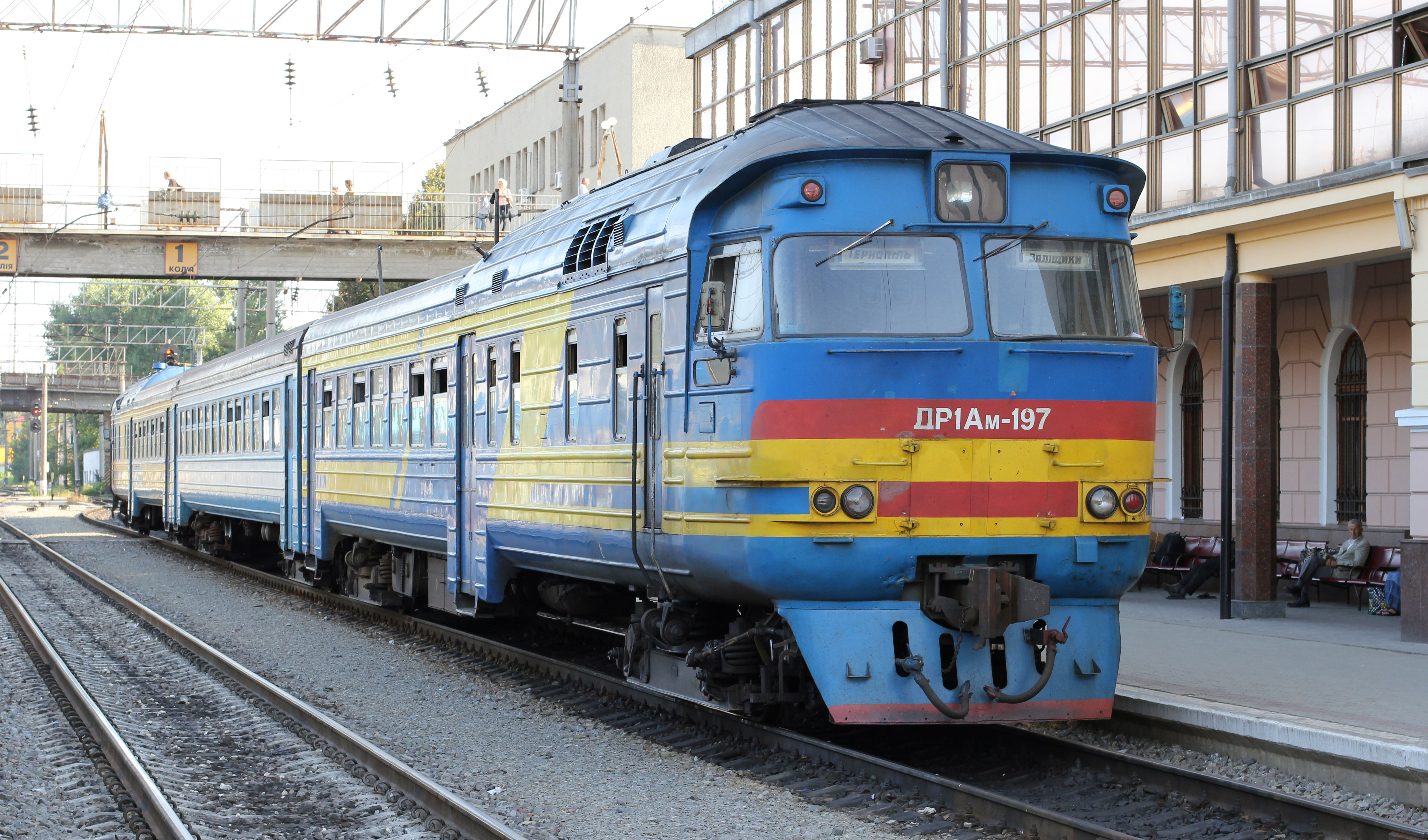
Дизель-поїзд ДР1-197 на станції Тернопіль

З 1 вересня 2017 року було відновлене курсування приміського поїзда сполученням Тернопіль — Гусятин, проте нині скасований. Також скасований дизель-поїзд до станції Іване-Пусте.

### Скасовані поїзди
- № 21/22 Маріуполь, Донецьк — Львів
- № 59/60 «Болгарія Експрес» Москва — Софія
- № 68/67—69/70 Львів — Маріуполь (скасований через російське вторгнення в Україну, прямував через станції Дніпро-Головний, Запоріжжя I, Федорівку, Комиш-Зорю, Волноваху)
- № 112/111 «Слобожанщина» Львів — Харків з вагонами безпересадкового сполучення до Кременчука (прямував через станції Київ-Пасажирський, Миргород, Полтава-Київська, Полтава-Південна)
- № 74/73 «Верховина» Львів — Москва (скасований з березня 2020 року).
- № 85/86 Сімферополь — Львів
- № 125/126 Миколаїв — Рахів (призначався з 12 грудня 2021 року, скасований через російське вторгнення в Україну)
- № 133/134 Луганськ — Львів
- № 295/296 Чернівці, Івано-Франківськ — Сімферополь
- № 263/264 Херсон — Луцьк — Ковель (призначався під час курортного сезону, через російське вторгнення в Україну у 2022 році не призначався, прямував  через станції Жмеринка, Роздільна I, Одеса-Головна, Колосівка, Миколаїв)
- № 375/376 «Гуцульщина» Київ — Рахів (з 12 грудня 2021 року курсує під № 57/58 до станції Ворохта)
- № 675/676 Івано-Франківськ — Шепетівка (скасований у 2011 році, у різні роки поїзд прямував через станції Ходорів та Березовицю-Острів або через Заліщики. До Ходорова нині є можливість дістатися через Львів або на дизель-поїзді сполученням Тернопіль — Ходорів. До станції Шепетівка курсують лише дизель-поїзди з пересадкою на станції Ланівці)[5].
- № 767/768 «Інтерсіті» Тернопіль — Ковель (курсував з 6 березня 2015 року по 9 грудня 2017 року і прямував через станції Золочів, Красне, Броди, Радивилів, Дубно, Здолбунів, Рівне, Луцьк).